# Sally Kellerman
Sally Kellerman (født 2. juni 1937, død 24. februar 2022) var en amerikansk skuespillerinde og sangerinde.
Hun blev bidt af teater efter at have medvirket i nogle skolekomedier og tog undervisning i skuespil på Actors Studio West. I mere end et årti fik hun kun små roller på tv og i film. Kellerman fik sit store gennembrud som major Margaret "Hot Lips" Houlihan i filmen MASH, en rolle, som hun blev nomineret til en Oscar for bedste kvindelige birolle, og hun fik siden haft en succesfuld karriere, hvor hun medvirkede i en række andre film samt talrige tv-produktioner.

## Filmografi (udvalg)
- Back to school (1986)
- Køreskolen (1985)
- To uheldige helte (1978)
- Frygtens hus (1973)
- Tabte horisonter (1973)
- MASH (1970)
- Boston kvæleren (1968)